# Listă de scriitori catalani
Aceasta este o listă de scriitori catalani.

## A
- Caterina Albert i Paradís, Pseudonym Víctor Català, (1869–1966)
- Antoni Maria Alcover
- Gabriel Alomar i Villalonga
- Joaquim Amat-Piniella
- Manuel Anglada i Ferran (1918–1998)
- Núria Añó
- Avel·lí Artís-Gener (1912–2000)

## B
- Víctor Balaguer (1824–1901)
- Agustí Bartra (1908–1982)
- Josep Maria Benet i Jornet
- Joan-Daniel Bezsonoff
- Jaume Bofill i Mates, Pseudonym Guerau de Liost,  (1878–1933)
- Alfred Bosch

## C
- Jaume Cabré (* 1947)
- Pere Calders (1912–1994)
- Francesc Candel Tortajada
- Maria Aurèlia Capmany (1918–1991)
- Agustí Cabruja i Auguet (1911–1983)
- Josep Carner (1885–1970)
- Víctor Català (1869–1966)
- Rossend Marsol Clua, pseudonim Sícoris, (1922–2006)
- Teresa Colom (* 1973)
- Flavia Company (* 1963)
- Pedro Casaldáliga (1928-2020)

## D
- Bernard Desclot
- Cristòfor Despuig

## E
- Francesc Eiximenis (* um 1300, † 1409)
- Salvador Espriu (1913–1985)
- Vicent Andrés Estellés

## F
- Gabriel Ferrater (1922–1972)
- Josep Ferrater Mora (1912–1991)
- Ignasi Ferreres
- Antoni Fiter i Rossell (1706–1748)
- Francesc Fontanella
- Manuel Forcano (* 1968)
- Feliu Formosa
- Joan Fuster

## G
- Martí Joan de Galba
- Lluís Galiana
- Vicenç Garcia
- Francesc Vicent Garcia
- Joan Gili
- Josep Guia
- Àngel Guimerà

## J
- Maria de la Pau Janer (* 1966)
- Julià de Jòdar

## L
- Gemma Lienas
- Guerau de Liost (1878–1933)
- Enric Lluch i Girbés
- Joan-Lluís Lluís
- Ramon Llull

## M
- Joan Maragall (1860–1911)
- Ausiàs March (1397–1459)
- Miquel Martí i Pol (1929–2003)
- Joanot Martorell (1410–1468)
- Ferrán Marín i Ramos (* 1974)
- Carlos Mendoza
- Eduardo Mendoza (* 1943)
- Maria Mercè Marçal
- Bernat Metge (1340/1346–1413)
- Manuel Milà i Fontanals
- Terenci Moix (1942–2003)
- Jesús Moncada (1941–2005)
- Imma Monsó (* 1959)
- Quim Monzó (* 1952)
- Empar Moliner (* 1966)
- Antoini Morell
- Ramon Muntaner

## O
- Armand Obiols (1904–1971)
- Joan Oliver, Pseudonym Pere Quart, (1899–1986)
- Narcís Oller (1846–1930)
- Eugeni d’Ors (1881–1954)

## P
- Josep Palau i Fabre (1917–2008)
- Miquel de Palol (* 1953)
- Sergi Pàmies (* 1960)
- Teresa Pàmies
- Vicent Partal
- Manuel de Pedrolo
- Joan Perucho (1920–2003)
- Joan Peruga (* 1954)
- Oriol Pi de Cabanyes (* 1950)
- Josep Pla (1897–1981)
- Bàltazar Porcel
- Joan Prat i Esteve, Pseudonym Armand Obiols (1904–1971)
- Francesc Pujols (1882–1962)
- Frederic Pujulà i Vallés

## Q
- Pere Quart (1899–1986)

## R
- Joan Ramis
- Carles Riba
- Carme Riera (* 1948)
- Vivenç Riera Llorca (1903–1991)
- Maria Mercè Roca  (* 1958)
- Mercè Rodoreda (1908–1983)
- Montserrat Roig
- Jaume Roig
- Joan Roís de Corella
- Josep Romaguera
- Joaquim Rubió i Ors, Pseudonym Lo Gaiter del Llobregat,  (1818–1899)
- Santiago Rusiñol (1861–1931)

## S
- Josep Maria de Sagarra (1894–1961)
- Albert Salvadó (* 1951)
- Joan Salvat-Papasseit (1894–1924)
- Màrius Sampere
- Albert Sánchez Piñol (* 1965)
- Manuel Sanchis i Guarner
- Jordi de Sant Jordi
- Josep Navarro Santaeulàlia (* 1955)
- Pere Serafí
- Màrius Serra (* 1963)
- Sícoris
- Isabel-Clara Simó (* 1943)
- Frederic Soler (Pseudonym Serafí Pitarra; 1839–1895)
- Ramon Solsona (* 1950)
- Enric Sòria
- Celia Suñol Pla

## T
- Emili Teixidor (* 1903)
- Ferran Torrent (* 1951)
- Francesc Trabal (1899–1957)

## V
- Josep Vallverdú (* 1923)
- Enric Valor i Vives (1911–2000)
- Jacint Verdaguer (1845–1902)
- Antònia Vicens Picornell (* 1941)
- Llorenç Villalonga (1897–1980)
- Albert Villaró (* 1964)
- Isabel de Villena

## X
- Olga Xirinacs Díaz